# Welt (Germania)
Welt (danese: Velt; frisone settentrionale: Wäilt) è un comune di 218 abitanti dello Schleswig-Holstein, in Germania.
Appartiene al circondario (Kreis) della Frisia Settentrionale (targa NF) ed è parte della comunità amministrativa (Amt) di Eiderstedt.
Il toponimo in tedesco significa "mondo".